# Morgan Phillips
Morgan Walter Phillips (* 18. Juni 1902 in Aberdare, Glamorgan; † 15. Januar 1963 in London) war ein britischer Politiker der Labour Party, der zwischen 1944 und 1961 Generalsekretär der Labour Party war und von 1951 bis 1957 als erster Präsident der Sozialistischen Internationale fungierte.

## Leben

### Herkunft und Parteisekretär
Der aus einer Arbeiterfamilie stammende Philipps wuchs mit fünf Geschwistern in Bargoed auf und begann nach Beendigung seiner Schulausbildung als Zwölfjähriger 1914 als Arbeiter für ein Bergwerk zu arbeiten. 1920 trat er als Mitglied der Labour Party in Caerphilly bei und war von 1923 bis 1925 Parteisekretär in Bargoed sowie von 1924 bis 1926 zugleich Vorsitzender der Parteiorganisation in der Kesselkohlenhütte (Steam Coal Lodge) in Bargoed.
Nachdem Phillips zwei Jahre lang einen Studiengang der Fächer Wirtschaft und Soziales am Labour College in London absolviert hatte, wurde er 1928 Sekretär der Labour Party in West Fulham und war später zwischen 1934 und 1937 Parteisekretär in Whitechapel. Zugleich war er von 1934 bis 1937 Mitglied des Rates des Metropolitan Borough of Fulham. 1937 wechselte er als Propagandabeauftragter in die Zentrale der Labour Party im Transport House und übernahm dort 1941 die Funktion des Sekretärs der Forschungsabteilung. 

### Generalsekretär der Labour Party, Unterhauswahlen und Präsident der Sozialistischen Internationale
1944 wurde Phillips Nachfolger von James Middleton als Generalsekretär der Labour Party und bekleidete diese Funktion siebzehn Jahre lang bis 1961. In dieser Funktion trug er maßgeblich zum Sieg der Labour Party bei den Unterhauswahlen am 5. Juli 1945 bei. Bei diesen Wahlen konnte die Partei 49,7 Prozent der Wählerstimmen erzielen und verbesserte ihr Mandatszahl um 239 Sitze auf 393 Abgeordnetenmandate. Auf der anderen Seite erlitt die Conservative Party unter den bisherigen Premierminister Winston Churchill empfindliche Verluste von 11,6 Prozentpunkten und 190 Mandaten.
Auf dem Ersten Kongress der Sozialistischen Internationale vom 30. Juni bis zum 3. Juli 1951 wurde Phillips zum ersten Präsidenten der Sozialistischen Internationale gewählt und bekleidete diese Funktion bis zu seiner Ablösung durch den früheren Verteidigungs- und Finanzminister Dänemarks Alsing Andersen nach dessen Wahl auf dem Fünften Kongress vom 2. bis 6. Juli 1957.
Als Generalsekretär der Labour Party trug er auch die Verantwortung für die Wahlkämpfe seiner Partei bei den Unterhauswahlen am 25. Oktober 1951 sowie 26. Mai 1955, die zwar relativ konstante Ergebnisse in Wählerstimmen einbrachten, aufgrund des Mehrheitswahlrechts aber zu Mandatsverlusten von 18 sowie von 20 Sitzen und damit letztlich zum Verlust der Regierungsmehrheit führten.
1957 schloss er sich einer Beleidigungsklage von Aneurin Bevan und Richard Crossman gegen das Magazin The Spectator an, das die Männer als stark Betrunkene auf einem Sozialistenkongress in Italien dargestellt hatte. Da alle drei schworen, dies sei unwahr, wurde das Magazin zu Schadenersatzzahlung verurteilt. Crossman’s posthum veröffentlichte Tagebücher bestätigten jedoch die Pressevorwürfe.
Trotz der weiteren Verluste der Labour Party bei den Unterhauswahlen am 8. Oktober 1959 von 2,4 Prozent sowie weiteren 19 Unterhausmandaten wuchs sein eigenes Ansehen in der Öffentlichkeit, was unter anderem mit seinen neu eingeführten täglich abgehaltenen Pressekonferenzen zusammenhing. Zudem trug er maßgeblich dazu bei, den Zerfall der Partei durch einen unter dem Titel Labour in the Sixties (1960) erschienene umfangreiche Wahlanalyse zu verhindern.
Nachdem er im August 1960 einen Schlaganfall erlitten hatte, trat Phillips 1961 als Generalsekretär der Labour Party zurück und wurde in dieser Funktion von Leonard Williams abgelöst.

### Familie
Phillips war seit 1930 mit Norah Mary Lusher verheiratet, die nach seinem Tod 1964 als Life Peeress mit dem Titel Baroness Phillips, of Fulham in the County of Greater London aufgrund des Life Peerages Act 1958 Mitglied des House of Lords wurde und dort zwischen 1965 und 1970 als erste Frau Parlamentarische Geschäftsführerin der Regierung (Government Whip) war. Darüber hinaus war sie zwischen 1978 und 1986 Lord Lieutenant von Greater London.
Aus dieser Ehe ging unter anderem die Tochter Gwyneth Patricia hervor, die die Labour Party insgesamt 38 Jahre lang als Abgeordnete im House of Commons vertrat. Diese war wiederum mit dem Labour-Politiker John Dunwoody verheiratet, der von 1966 bis 1970 ebenfalls Abgeordneter im House of Commons war und zwischen 1969 und 1970 als Parlamentarischer Unterstaatssekretär im Gesundheitsministerium fungierte. Deren Tochter Tamsin Dunwoody gehörte von 2003 bis 2007 als Vertreterin der Labour Party für eine Legislaturperiode der National Assembly for Wales als Mitglied an.

## Veröffentlichungen
- About the Labour Party - the Party with a Future, 1945
- East Meets West, 1954
- Labour in the Sixties, 1960